# La Bastide (Var)
 La Bastide  es una población y comuna francesa, en la región de Provenza-Alpes-Costa Azul, departamento de Var, en el distrito de Draguignan y cantón de Comps-sur-Artuby.

## Demografía
| 76 | 84 | 130 | 115 | 136 | 122 |
| Para los censos de 1962 a 1999 la población legal corresponde a la población sin duplicidades (Fuente: INSEE [Consultar]) |    |     |     |     |     |